# 新幹線戰士Z
- 關於新幹線戰士系列其他動畫作品，請見「新幹線戰士”和“新幹線戰士 Change the World」。

是JR東日本規劃、小學館集英社製作和多美三家公司的合作策劃《新幹線戰士》的電視動畫第二部，於2021年4月9日起在東京電視網播出。港澳與台灣方面分別於2021年10月23日起每周六在無線電視翡翠台以及於2022年2月27日起每周日在東森幼幼台首播。中国大陆方面則自2022年6月11日起每週五於bilibili發表。

## 故事大綱
為了自未知的巨大怪物體的威脅下守護日本的和平與安全，新幹線超進化研究所開發了「新幹線戰士」。超進化研究所為了防備全新敵人的來襲，進一步地秘密開發了新型機體「新幹線戰士Z」以及由在來線變形成的全新武裝強化車種「Z火車」。具有高合適率的「新幹線戰士Z」駕駛員們將會和超進化研究所成員們合作，再次一同迎擊全新的巨大怪物體！
未知的敵人出現，此時兩位少年相遇了。
新幹線戰士又更進一步的進化開始了！！！

## 登場人物
登場人物之姓名多取自鐵道用語，然而大曲家族三人取自「火」相關詞彙、戶隱家族四人取自林業用語、鐵傲帝成員取自神話人物。
部分第一部角色（三條實、小山大也、久留米綠、三島響、川內渚、小倉曉月、清洲龍司、濱松駿河、羽島龍膽、蒼玉、玄武、明石開成、本庄赤城、青龍、出水新平、朱雀、大沼宗谷、企鵝、速杉隼人、速杉北斗、速杉櫻、速杉遙、三原雙葉、大空零、山口長門、小田原金時、麒麟、白虎）等亦於第二部回歸，不少其餘角色亦以回憶畫面之形式於第二部出現。

## 登場敵人

### 巨型怪物體
敵方組織「鐵傲帝」製造出的怪物，與前作之巨型怪物體不同，多數並非由實際之物品改造或進化而成，而是以世界各地的神話生物或傳說中的妖怪為原型。
大蔥不倒翁
第1話登場。於群馬縣碓冰峠附近出現。
多多蔥不倒翁
第2話登場，大蔥不倒翁的強化版本。同樣於碓冰峠附近出現。
黑妖犬
第3話登場。於岩手縣瀧澤市大釜站附近出現。
原型為歐洲傳說黑犬。
果然是蛇髮女妖
第4話登場。與黑妖犬於同一地點出現。
原型為希臘神話蛇髮女妖。
金屬惡鬼
第5話登場。於長野縣長野市一夜山出現。
原型為日本妖怪鬼。
肯定是雲外鏡
第6話登場。於長野縣長野市戶隱山鏡池附近出現。為首次代號中含有漢字的巨大怪物體。
原型為日本妖怪雲外鏡。
吐霧妖
第8話登場。於東京都田端出現。
原型為日本妖怪吐霧妖。
鷹頭獅
第8話登場。於福岡縣太宰府市太宰府站屋頂上出現。第10話於寶滿山上再次出現，數量增為五隻，其中一隻為飛行變異版本。兩種版本均未被超進化研究所給予正式代號。
原型為西亞與地中海神話獅鷲。
八咫烏
第9話登場。於福岡縣太宰府市寶滿山附近出現。動畫中並未被超進化研究所給予正式代號。
原型為日本神話八咫烏。
地獄三頭犬
第17話登場。於京都府比叡山附近出現。動畫中並未被超進化研究所給予正式代號。
原型疑似為希臘神話地獄犬。
塵塚怪王
第19話登場。於京都府京都市嵯峨嵐山站附近出現。動畫中並未被超進化研究所給予正式代號。
原型為日本妖怪塵塚怪王。
鬼EVA
第21話登場。由京都府太秦電影村中的新世紀福音戰士初號機半身像變成。於被新幹線戰士Z 500 TYPE EVA擊敗後暴走。
大歩危爺爺
第25話登場。於德島縣大步危出現。
原型為日本妖怪兒啼爺。
河童就是河童
第26話登場。由岩手縣遠野市河童淵附近的河童石雕變成。
原型為日本妖怪河童。

### 怪物體化鐵傲帝
綿津見
第7、20話登場，綿津見的巨大化型態。
原型為日本妖怪天狗。
凡爾托姆
第27話以及「闇黑新幹線戰士絕對形態」特別短篇中登場，凡爾托姆的巨大化型態。於岐阜縣關原町關原鍾乳洞附近出現。
原型為日本妖怪大蛤蟆。
鐵傲帝戰士
第24、36話登場。除綿津見外其餘鐵傲帝戰士成員的巨大化型態，全員之形貌皆相同，與巨大怪物體金屬惡鬼類似。其中除了卡瑪洛斯使用鐵錘做為武器外其餘皆手持長矛。
綿津見的怨靈
第37話登場，由已石化的綿津見遺骸變成。於東京都台東區上野公園附近出現。
原型為日本民間信仰怨靈。
神凪
第38話登場，神凪的巨大化型態。於山梨縣富士樹海附近出現。第39話於被闇黑新幹線戰士絕對形態擊敗後受到禁忌的鐵傲帝條碼「敗者必滅」之作用而化為眼睛消失、臉部被黑色面具覆蓋的新型態。

### 闇黑新幹線
闇黑新幹線
在阿布特的夢中出現的神秘列車。於第3話中初次在阿布特的夢中出現，正式登場於第13話結尾。於闇黑新幹線戰士進化成為絕對形態後其車體同樣化為銀白色，並更名為「白銀新幹線」。
闇黑新幹線戰士
闇黑新幹線的新幹線戰士模式。

### 其他敵方勢力
荒吐
鐵傲帝族傳說中擁有足以摧毀一顆星球的力量的破壞神。遠古時期突然出現並將地表的鐵傲帝文明破壞殆盡，之後其力量被鐵傲帝族的戰士們分散並分別封印至全日本各地的十二座楔石中，而本體則被鎮壓於富士山下。其組成物質碰觸到鹽便會脆化，為其主要弱點。於第17話中初次提及，第38話於全數楔石皆遭摧毀後以橘色流體的形貌現身，第40話於各地流體匯集至富士山並與其本體融合後正式復活。最終於第41話被新幹線戰士Z、玄武以及鐵傲帝族的戰士們合力切斷能量來源後被雙重Z光速能量炮消滅。
後傳小說《復活的灰簾》中其仍然殘留於地球未被徹底消滅的部分又與灰簾的石化遺骸融合，並將後者當做傀儡操控，以其巨大化第一型態之姿態先後現身於曾埋有楔石的太田藥師、鏡池、上野等地作亂，最終被進以超究極Z光速能量炮將其連同灰簾的石化遺骸再度消滅。
原型為日本民間信仰荒吐神。
迪亞波魯
第24、29、38話登場。一群於太空中浮遊的異星怪物，時常襲擊鐵傲帝族定居的由古斯琵亞衛星。可被鐵傲帝統治者持有的「王之力」操控。
名稱取自「惡魔」之拉丁文。
瓦爾多

麒麟
第33話登場。原基度拉爾撒斯特工麒麟的巨大化型態，其上下半部可分離為二獨立個體。
原型為中國神獸麒麟。
蛇紋
後傳小說《山手危機》中登場。古代基度拉爾撒斯蛇紋的巨大化型態，可變化為任何與其交戰過的新幹線戰士Z機體的外形並複製其武裝及招式。

## 用語
多數用語沿用自第一部，下記為第二部新增之用語。
新幹線戰士Z
碓冰床次設計之搭載Z合體系統的新型新幹線戰士機體，其中部分機體為前作既有機體經由阿布特改造而成。
Z火車
設計用於支援新幹線戰士Z機體的武裝強化車輛，可與新幹線戰士Z機體進行Z合體。原型皆為在來線之車種。其中E235山手線以及E259N'EX平時並非停放於超進化研究所的機庫內，而是與一般在來線編組一同停放於JR各車輛基地中。各Z火車完工後無法立即投入運用，必須先找到其對應之Z碼並對之進行閉塞解除後才能使用。
超進化手機Z裝備（配音員：じんぼぼんじ（日本）；陳卓智（香港））
新幹線戰士Z駕駛員用來操控機體的控制器，外型類似智慧型手機。除了控制機體的變形以及合體外，亦具有照相、通訊、查詢地圖以及掃描Z碼等功能，並內建用於啟動機體的「進化手機」（原型為JR東日本的行動支付服務行動西瓜卡）以及可自動記錄各持有者造訪過之車站之「新幹線集集樂」等程式。平時由駕駛員隨身攜帶，戰鬥時亦須由駕駛員手持。又分為汎用型以及可變形成小型機器人「智能寶」的特殊款式。
超進化控制器
新幹線戰士Z駕駛艙控制台正中央的控制裝置，主要用以控制機體尚未變形前之發車、行進與加速。外型類似前作的進化裝備，然而構造較為簡化且無法自控制台分離。
Z碼
被碓冰床次隱藏於全國各地楔石附近、形似QR碼的二維碼，以Z裝備掃描特定的Z碼即可對特定Z火車進行「閉塞解除」以解鎖其機能。
閉塞解除
泛指於各新幹線戰士Z與Z火車機體初次出動前解除其機能限制的程序，與同名之現實鐵道用語無關。其中新幹線戰士Z的閉塞解除為藉由Z裝備內建之「進化手機」感應各機體內超進化控制器上的讀卡機達成。
超進化電力
用來驅動Z火車的特殊電力。
超進化斷路器
設置在各支部司令室牆上的特殊裝置。當新幹線戰士Z機體與Z火車進行Z合體之前必須先由司令室啟動超進化斷路器以接通Z火車的「超進化電力」才能進行合體。

碓冰床次在鐵道綜合技術研究所任職時，為了輸送超進化電力而開發出的特製超導輸電纜線。其研究隨著床次的離去而終止，但半成品尚留存在研究所內，第13話被阿布特借用以解決Z火車HC85飛驒號電力傳導不良的問題。另有數條已完成之復製品被床次收藏於由古斯琵亞，第36話用於抽取由古斯琵亞主要動力源中之能量以提供Z火車E235山手線於太空中啟動所需之電力。
鐵傲帝條碼
鐵傲帝用於召喚巨大怪物體的道具，外觀為黑色發紅光的二維碼，可自各成員身上的不同特定部位產生。將其施加於特定目標或自己身上即可將被施加者化為巨大怪物體。另有自遠古流傳而來、名為「敗者必滅」之禁忌的鐵傲帝條碼存在，與一般的鐵傲帝條碼不同，被其施加者將進入不斷戰鬥至死的失控狀態，且無法再恢復為原貌。
楔石
深埋於地底的巨大結晶體。鐵傲帝成員創造出巨大怪物體的原因即是為了尋找並摧毀楔石。第15話時被超進化研究所命名為「黑石」，並判明所有的楔石都位於江戶時代的五街道以及其延伸山陽道之沿線。第17話時提及楔石存在的真正目的是為了封印住遠古怪物「荒吐」。
由古斯琵亞
鐵傲帝的根據地，為一繞行地球的不規則狀小型天然衛星，其背地面建有比衛星本體更龐大的太空都市。原型為陰謀論中的不明飛行物體黑騎士衛星，名稱取自克蘇魯神話行星。
托列蘭提亞
鐵傲帝族人特有之類似憎恨與悲傷之負面情緒。當闇黑新幹線戰士駕駛員強烈充斥此情緒時可大幅提升其力量及合適率，為促使其覺醒成惡魔形態所需之必要元素。名稱取自「忍受」之拉丁文。
櫻島實驗線
超進化研究所設於鹿兒島縣櫻島地底已荒廢之基度拉爾撒斯建築中的實驗設施，以利用建於櫻島火山內部的大型發射裝置「超進化質量投射器」使新幹線戰士達到超越超進化速度之「第二超進化速度」（40300km/h，即現實之第二宇宙速度）並發射進入太空為實驗目標。此外亦設有負責監測外太空中之動靜並直接向綜合司令部回報之觀測班。
鐵脈/TRAVEIN
床次為了保護地球以及家人免於被荒吐消滅而預留的最終手段。將日本全國的鐵路網串連起來，如血管一般將全國各地的能源集中輸送給新幹線戰士Z以實現究極的「雙重Z合體」。可藉由完成Z裝備內建之「新幹線集集樂」上所有指定路線而進行閉塞解除。

### 合體
Z合體
本作新創的合體形式，將Z火車變形為「武器模式」，形成獨立的手臂或腿部並替換新幹線戰士Z機體原有的肢體構造以強化該機體的性能。
超Z合體
新幹線戰士Z 黃醫生號 Z保線模式與其他新幹線戰士Z機體的合體。
雙重Z合體
新幹線戰士Z同時與多輛Z火車合體並透過「鐵脈」汲取全日本能量後形成之究極型態。
超究極Z合體
進行強化改善後之新幹線戰士Z與Z火車機體搭載之新型Z合體系統，合體後可互相使彼此之機體性能增幅至極限。

## 電視動畫

### 主題曲
片頭曲
「新的挑戰者」（第2話－第41話）
作詞、作曲：Hayato Yamamoto、Kanata Okajima，編曲：Hayato Yamamoto
主唱：BOYS AND MEN
第1話用作片尾曲，第13話、第20話、第30話及第36話用作插入曲。
片尾曲
（第2話－第12話）
作詞：兒玉雨子，作曲、編曲：ミフメイ(BNSI)
主唱：森中花咲 meets ▽▲TRiNITY▲▽
（第13話－第21話）
作詞・作曲：淳君，編曲：大久保 薫
主唱：浦島坂田船
（第22話－第29話、第31話、第32話）
作詞：川田真美，作曲、編曲：fu_mou
主唱：Luce Twinkle Wink☆ 
第30話用作插入曲。
「Fastest !」（第33話－第41話）
作曲、編曲：齋藤真也
作詞、主唱：Kotoko

### 插入曲
「地理教育鐵路歌」（第1話）
作曲：多梅稚
「奇蹟特急列車」（第19話）
作詞：石橋大助，作曲、編曲：井上裕治
主唱：嵐山銀河（蒼井翔太）
「津輕海峽·冬景色」（第20、28話）
作詞：阿久悠，作曲、編曲：三木剛
主唱：石川小百合
「殘酷天使的行動綱領」（第21話）
作詞：及川眠子，作曲：佐藤英敏，編曲：大森俊之，主唱：高橋洋子
花火版本（第25話）
作詞、作曲、編曲：井上裕治，主唱：大曲花火（寺崎裕香）
（第30話）
作曲：溝口肇
「Joy to the World」（第31話）
編曲：中原裕章
「銀河鐵道999 ～～」（第34話）
作詞：奈良橋陽子、山川啓介，作曲：武川行秀，主唱：後醍醐樂隊
（第37話）
作詞、作曲：Kanata Okajima、Hayato Yamamoto，編曲：Hayato Yamamoto，主唱：BOYS AND MEN
「進化理論」（第41話）
作詞：藤林聖子，作曲：Coffee Creamers，編曲：Soma Genda，主唱：BOYS AND MEN

### 各集列表
| 話數   | 日文標題 | 港澳標題                          | 台灣標題                              | 中國大陸標題 | 劇本     | 分鏡                         | 演出       | 作畫監督                                                                                | 總作畫監督                   | 日本 播放日期  | 港澳 播放日期   | 台灣 播放日期  | 中國大陸 播放日期 |
| ------ | -------- | --------------------------------- | ------------------------------------- | ------------ | -------- | ---------------------------- | ---------- | --------------------------------------------------------------------------------------- | ---------------------------- | -------------- | --------------- | -------------- | ----------------- |
| 第1話  | [ 18 ]   | 全新的出發                        | 嶄新的 準備出發                       |              | 赤星政尚 | 山口健太郎 池添隆博 大畑晃一 | 牧俊治     | 洪範錫 鈴木信一                                                                         | 青野祐果                     | 2021年 4月9日  | 2021年 10月23日 | 2022年 2月27日 | 2022年 6月11日    |
| 第2話  |          | Z合體！E235山手線                 | Z合體 E235山手線                      |              | 赤星政尚 | 中川航 大畑晃一              | 徐惠真     | 中島美子 白石悟 佐藤哲也 木下由美子 森悦史                                              | 一居一平                     | 4月16日        | 10月30日        | 3月6日         | 2022年 6月11日    |
| 第3話  |          | 射穿它吧！變壓變頻破壞炮          | 射穿吧 變壓變頻破壞炮                 |              | 赤星政尚 | 藤田健太郎 大畑晃一          | 島崎奈奈子 | 飯田清貴 西田美彌子                                                                     | 空流邊廣子                   | 4月23日        | 11月6日         | 3月13日        | 2022年 6月11日    |
| 第4話  |          | 射上去吧，花火的搖滾精神          | 施放吧 花火的搖滾精神                 |              | 赤星政尚 | 飯島正勝 大畑晃一            | 伊藤史夫   | 宍戶久美子 竹內昭 渡邊一平太                                                            | 長森佳容                     | 4月30日        | 11月13日        | 3月20日        | 6月17日           |
| 第5話  |          | 守護樹林！新幹線戰士Z E7光輝號    | 守護森林 新幹線Z E7光輝號             |              | 谷崎明   | 牧俊治 大畑晃一              | 藤田健太郎 | 中野彰子                                                                                | 一居一平                     | 5月7日         | 11月27日        | 3月27日        | 6月24日           |
| 第6話  |          | 一揮到底！友情的高電壓斧頭          | 劈開吧 友情的高電壓斧                   |              | 谷崎明   | 土屋日 大畑晃一              | 佐佐木澄人 | 五十嵐俊介                                                                              | 空流邊廣子                   | 5月14日        | 12月11日        | 4月3日         | 7月1日            |
| 第7話  |          | 突襲！橫川分部保衛戰                  | 猛攻 橫川分部守衛戰                       |              | 赤星政尚 | 中川航 大畑晃一              | 中川航     | 洪範錫 鈴木信一                                                                         | 長森佳容                     | 5月21日        | 12月18日        | 4月10日        | 7月8日            |
| 第8話  |          | 集合吧！大宮分部再起步！              | 集結吧 大宮分部重新啟動                   |              | 赤星政尚 | 藤田健太郎 大畑晃一          | 秦義人     | 渡邊一平太 谷口繁則 高梨友美 矢田起也 早川元基 川本和隆                                 | 一居一平                     | 5月28日        | 12月25日        | 4月17日        | 7月15日           |
| 第9話  |          | 飛翔吧！新幹線戰士Z 800音速號     | 飛翔吧 新幹線Z 800音速號              |              | 石橋大助 | 飯島正勝 大畑晃一            | 佐佐木雄三 | 渡邊奈月                                                                                | 空流邊廣子                   | 6月4日         | 2022年 1月1日   | 4月24日        | 7月22日           |
| 第10話 |          | 空中大戰！波折的Z合體             | 空中大戰 波瀾的Z合體                  |              | 石橋大助 | 森健 大畑晃一                | 徐惠真     | 中島美子 白石悟 木下由美子 森悅史                                                       | 長森佳容                     | 6月11日        | 1月8日          | 5月1日         | 7月29日           |
| 第11話 |          | 首次出戰！新幹線戰士Z N700S希望號 | 初戰 新幹線Z N700S希望號              |              | 山下憲一 | 土屋日 大畑晃一              | 曾根利幸   | 竹內昭 洪範錫                                                                           | 空流邊廣子                   | 6月18日        | 1月15日         | 5月8日         | 8月5日            |
| 第12話 |          | 秘技！雙重鯨魚系統                | 密技 雙重虎鯨系統                     |              | 山下憲一 | 藤田健太郎 大畑晃一          | 藤田健太郎 | 中野彰子                                                                                | 一居一平                     | 6月25日        | 1月29日         | 5月15日        | 8月12日           |
| 第13話 |          | 引發Z合體！關原總動員決戰         | 來吧 Z合體 關原總動員大戰             |              | 山下憲一 | 佐藤真人 大畑晃一            | 佐佐木純人 | 五十嵐俊介 鈴木信一                                                                     | 空流邊廣子 青野祐果          | 7月16日        | 2月5日          | 5月22日        | 8月19日           |
| 第14話 |          | 斬黑！闇黑新幹線戰士！            | 斬黑 新幹線機器人暗黑號               |              | 石橋大助 | 秋山勝仁 大畑晃一            | 秦義人     | 渡邊一平太 矢田起也 高梨友美 早川元基 谷口繁則 藤野陽介 川本和隆                        |                              | 7月23日        | 2月12日         | 5月29日        | 8月26日           |
| 第15話 |          | 領袖的資格！憤怒的Z能量炮         | 領袖的資格 憤怒的Z光速能量炮          |              | 石橋大助 | 飯島正勝 大畑晃一            | 佐佐木雄三 | 渡邊奈月                                                                                | 一居一平                     | 7月30日        | 2月19日         | 6月12日        | 9月2日            |
| 第16話 |          | 可愛降臨！新幹線戰士Hello Kitty   | 可愛降臨 新幹線變形機器人 Hello Kitty |              | 佐藤壽昭 | 池添隆博                     | 中川航     | 洪範錫 宍戶久美子                                                                       | 長森佳容                     | 8月13日        | 2月26日         | 6月19日        | 9月9日            |
| 第17話 |          | 閃閃發光 新幹線戰士Z 500回聲號    | 閃亮亮 新幹線Z 500回聲號              |              | 石橋大助 | 土屋日                       | 徐惠真     | 白石悟 木下由美子 森悅史 中島美子 洪範錫 田中康勝                                       | 空流邊廣子                   | 8月20日        | 3月5日          | 6月26日        | 9月16日           |
| 第18話 |          | 巖流島決戰！阿進對銀河？          | 巖流島決戰 阿進對戰銀河               |              | 石橋大助 | 藤田健太郎 大畑晃一          | 藤田健太郎 | 竹內昭 鈴木信一                                                                         | 空流邊廣子 青野祐果          | 8月27日        | 3月12日         | 7月3日         | 9月23日           |
| 第19話 |          | 發光吧！大阪環狀信號刀            | 發光吧 大阪環狀信號刀                 |              | 石橋大助 | 飯島正勝 大畑晃一            | 曾根利幸   | 中野彰子 永作友克 小野可奈子 竹內昭 洪範錫 宍戶久美子                                   | 一居一平 青野祐果            | 9月3日         | 3月19日         | 7月10日        | 9月30日           |
| 第20話 |          | 甦醒吧！山手線車站聖劍！          | 覺醒吧 山手線站聖劍                   |              | 佐藤壽昭 | 佐藤真人 大畑晃一            | 四之宮春   | 渡邊一平太 清水椋大 服部未夢 谷口繁則 藤野陽介 早川元基 tofu 洪範錫 永作友克            | 空流邊廣子 青野祐果          | 9月10日        | 3月26日         | 7月17日        | 10月7日           |
| 第21話 |          | 出擊 新幹線戰士Z 500 TYPE EVA     | 出擊 新幹線Z 500 TYPE EVA             |              | 佐藤壽昭 | 中川航 大畑晃一              | 中川航     | 五十嵐俊介 宍戶久美子                                                                   | 長森佳容 青野祐果 永作友克   | 9月17日        | 4月2日          | 7月24日        | 10月14日          |
| 第22話 |          | 反擊的新幹線戰士Z黃醫生號         | 新幹線Z 黃博士號的逆襲                |              | 山下憲一 | 土屋日 大畑晃一              | 佐佐木雄三 | 渡邊奈月                                                                                | 空流邊廣子 青野祐果          | 10月1日        | 6月4日          | 7月31日        | 10月21日          |
| 第23話 |          | 地下決戰！黃醫生號Z保線模式       | 地下決戰 黃博士號 Z特修模式           |              | 山下憲一 | 飯島正勝 大畑晃一            | 秦義人     | 洪範錫 鈴木信一                                                                         | 一居一平 永作友克 青野祐果   | 10月8日        | 6月11日         | 8月7日         | 10月28日          |
| 第24話 |          | 青龍回歸                          | 青龍回歸                              |              | 石橋大助 | 佐藤真人 大畑晃一            | 徐惠真     | 竹內昭 宍戶久美子 田中康勝 洪範錫 大田謙治                                              | 空流邊廣子 青野祐果          | 10月22日       | 6月18日         | 8月14日        | 11月4日           |
| 第25話 |          | 四國搖滾節                        | 四國 搖滾音樂祭                       |              | 佐藤壽昭 | 藤田健太郎 大畑晃一          | 藤田健太郎 | 白石悟 佐藤哲也 武佐友紀子 木下由美子 森悦史                                            | 長森佳容 青野祐果            | 10月29日       | 6月25日         | 8月21日        | 11月11日          |
| 第26話 |          | 大樹與銀河鐵路的少女              | 大樹與銀河鐵道少女                    |              | 山下憲一 | 板井寬樹 大畑晃一            | 大島貞生   | 洪範錫 和田卓也                                                                         | 一居一平                     | 11月5日        | 7月2日          | 8月28日        | 11月18日          |
| 第27話 |          | 威脅！凡爾托姆的執念              | 威脅 凡爾托姆的執念                   |              | 石橋大助 | 飯島正勝 大畑晃一            | 佐藤優樹   | 渡邊一平太 谷口繁則 tofu 清水椋大 矢田起也 柴崎聖香 中川實 早川元基 永作友克 宍戶久美子 | 空流邊廣子                   | 11月12日       | 7月9日          | 9月4日         | 11月25日          |
| 第28話 |          | 通訊吧！新幹線戰士Z H5隼號        | 通訊吧 新幹線Z H5隼號                 |              | 山下憲一 | 土屋日 大畑晃一              | 佐佐木雄三 | 渡邊奈月 小野可奈子 永作友克                                                            |                              | 11月19日       | 7月16日         | 9月11日        | 2023年 6月9日     |
| 第29話 |          | 鐵傲帝動亂！闇黑新幹線戰士突襲    | 鐵傲帝動亂 突襲 暗黑號                |              | 佐藤壽昭 | 山口健太郎 大畑晃一          | 新井宣圭   | 鈴木信一 中野彰子 永作友克 大張翼                                                       | 一居一平 青野祐果 永作友克   | 12月3日        | 7月23日         | 9月18日        | 6月16日           |
| 第30話 |          | 超Z合體！新幹線戰士Z E5黃醫生號   | 超Z合體 新幹線Z E5黃博士號            |              | 佐藤壽昭 | 大畑晃一                     | 山口健太郎 | 竹內昭 宍戶久美子 洪範錫 小野可奈子 永作友克                                            | 長森佳容 小野可奈子 青野祐果 | 12月10日       | 7月30日         | 9月25日        | 6月23日           |
| 第31話 |          | 阿鮎的獨家新聞最前線              | 頭條 小鮎的獨家最前線                 |              | 石橋大助 | 池添隆博 大畑晃一            | 徐惠真     | 五十嵐俊介 洪範錫 永作友克                                                              | 空流邊廣子                   | 12月17日       | 8月6日          | 10月2日        | 7月14日           |
| 第32話 |          | H5北斗號對瓦爾德魯 銀河之旅途     | H5北斗 對決 瓦爾多 銀河的旅程         |              | 山下憲一 | 筆坂明規 大畑晃一            | 大島貞生   | 大田謙治 宍戶久美子                                                                     | 空流邊廣子 青野祐果          | 12月24日       | 8月13日         | 10月9日        | 7月21日           |
| 第33話 |          | 傳奇駕駛員！速杉隼人              | 傳說的駕駛員 速杉隼人                 |              | 佐藤壽昭 | 中川航 大畑晃一              | 山岸大悟   | 谷口繁則 渡邊一平太 早川元基 tofu 矢田起也 清水椋大 服部未夢 宍戶久美子                 | 空流邊廣子                   | 2022年 1月14日 | 8月20日         | 10月16日       | 7月28日           |
| 第34話 |          | 銀河快車E5                        | 銀河特快車 E5                         |              | 石橋大助 | 藤田健太郎 大畑晃一          | 藤田健太郎 | 白石悟 木下由美子 森悅史 佐藤哲也 武佐友紀子 永作友克 小野可奈子                        | 長森佳容 青野祐果            | 1月21日        | 8月27日         | 10月23日       | 8月4日            |
| 第35話 |          | 床次的過去                        | 床次的過去                            |              | 石橋大助 | 森健 大畑晃一                | 佐佐木雄三 | 渡邊奈月 鈴木信一 小野可奈子 永作友克                                                   | 空流邊廣子                   | 1月28日        | 9月3日          | 10月30日       |                   |
| 第36話 |          | 決戰，阿進和阿布特                | 決勝負 阿進跟阿布特                   |              | 山下憲一 | 牧俊治 大畑晃一              | 牧俊治     | 中野彰子 小野可奈子                                                                     | 一居一平 青野祐果            | 2月4日         | 9月10日         | 11月6日        |                   |
| 第37話 |          | 超進化！闇黑新幹線戰士            | 超進化 暗黑號                         |              | 佐藤壽昭 | 中川航 大畑晃一              | 山口健太郎 | 大田謙治 洪範錫 竹內昭 宍戶久美子 永作友克                                              | 空流邊廣子 青野祐果          | 2月18日        | 9月17日         | 11月13日       |                   |
| 第38話 |          | 全線簽到！新幹線遊俠              | 完全稱霸 新幹線集集樂                 |              | 石橋大助 | 中川航 大畑晃一              | 中川航     | 五十嵐俊介 高橋公平 永作友克                                                            | 長森佳容                     | 2月25日        | 9月24日         | 11月20日       |                   |
| 第39話 |          | 神凪對闇黑新幹線戰士絕對形態      | 神凪 對決 暗黑號 絕對型態             |              | 山下憲一 | 古川知宏                     | 大島貞生   | 渡邊一平太 青野祐果 永作友克                                                            | 一居一平 青野祐果            | 3月4日         | 10月1日         | 11月27日       |                   |
| 第40話 |          | 復活！破壞神荒吐                  | 復活 破壞神荒吐神                     |              | 佐藤壽昭 | 大畑晃一                     | 藤田健太郎 | 小野可奈子 鈴木信一 永作友克                                                            | 小野可奈子                   | 3月11日        | 10月8日         | 12月4日        |                   |
| 第41話 |          | 可能性是無限大！                  | 無限大的可能性                        |              | 佐藤壽昭 | 池添隆博                     | 牧俊治     | 竹內昭 洪範錫 大田謙治 宍戶久美子                                                       | 青野祐果                     | 3月18日        | 10月15日        | 12月11日       |                   |

### 播放平台
| 日本國外  | 日本國外   | 日本國外 | 日本國外                | 日本國外 | 日本國外                                         |
| 播放地區  | 播放平台   | 播放日期 | 當地播放時間            | 平台类型 | 備註                                             |
| --------- | ---------- | --- | ----------------------- | -------- | ------------------------------------------------ |
| 香港 澳門 | 翡翠台     | 2021年10月23日－2022年4月2日（第1-21話） 2022年6月4日－2022年10月15日（第22-41話） 2023年6月15日－8月10日 （重播） | 星期六 下午17:00－17:30 | 地面電視 | 2021年11月20日、12月4日、2022年1月22日暫停播映   |
| 台灣      | 東森幼幼台 | 2022年2月27日－12月11日                                                                                            | 星期日 上午10:00－10:30 | 有线电视 | 2022年6月5日暫停播映，改播《芭比之美人魚歷險記》 |

| 翡翠台 星期六 17:00－17:30 節目                                      | 翡翠台 星期六 17:00－17:30 節目                                         | 翡翠台 星期六 17:00－17:30 節目                   |
| -------------------------------------------------------------------- | ----------------------------------------------------------------------- | ------------------------------------------------- |
|                                                                      | 新幹線戰士Z 第1-21話 （2021年10月23日－2022年4月2日）                   |                                                   |
| 爆趣科學Pin碼II                                                      | 多啦A夢 重播                                                            |                                                   |
| 翡翠台 星期六 17:00－17:30 節目                                      |                                                                         |                                                   |
| 多啦A夢 重播                                                         | 新幹線戰士Z 第22-41話 （2022年6月4日－2022年10月15日）                  | 奇妙的動物之動物的大本領                          |
| 東森幼幼台 星期日 10:00－10:30 節目                                  |                                                                         |                                                   |
| 可愛巧虎島 （2021年11月28日－2022年2月20日）                         | 新幹線變形機器人Z （2022年2月27日－12月11日）                           | POLI                                              |
| 東森幼幼台 星期二至六 01:00－01:30 節目 星期日至一 01:30－02:00 節目 |                                                                         |                                                   |
| 櫻桃小丸子（星期二至六） YoYo晚點名（星期日至一）                    | 新幹線變形機器人Z（先行播出） 第18-41話 （2022年6月7日－2022年6月30日） | 櫻桃小丸子（星期二至六） YoYo晚點名（星期日至一） |
| Hands Up Channel 星期日 06:30－07:00 節目                            |                                                                         |                                                   |
| 寶石寵物VII                                                          | 新幹線戰士Z （2022年10月2日－2023年7月9日）                             | 72行小人類                                        |
| 翡翠台 星期一至五 15:45－16:15 節目                                  |                                                                         |                                                   |
| 忍者亂太郎（XXIV→XXV）                                               | 新幹線戰士Z（重播） （2023年6月15日－8月10日）                          | 夢夢貓                                            |

## 出版書籍

### 小說
後傳小說《新幹線戰士Z：山手危機》於2022年12月27日發售。
| 小學館         | 小學館            | 小學館 |
| 發售日期       | ISBN              | 版本   |
| -------------- | ----------------- | ------ |
| 2022年12月27日 | 978-4-09-143570-5 | 單行本 |

網路短篇小說《新幹線戰士Z：復活的灰簾》於2023年2月28日起每週二於《新幹線戰士》官方網站上進行連載，全8話。

## 腳註
1. ↑  依各角色回歸之時間順序排列。
2. ↑  此為香港版名稱，日文版中並無正式名稱。
3. 第36話中譯為「超進化傳導電纜」。
4. ↑  所有海外播出版本因版權原因未播放該插入曲，並對第28話出水提及該曲以及蒼玉哼唱該曲片段之台詞進行刪減。
5. 1 2 3  日本YouTube限定點播及所有海外播出版本因版權原因未播放該插入曲。
6. ↑  以翡翠台字幕為準。
7. ↑  第30集片尾預告記為「大樹跟銀河鐵道少女」，此以實際集數標題為準。

## 外部連結
- （日語）電視動畫「新幹線戰士Z」官方網站